# Liste der Monuments historiques in Noiseau
Die Liste der Monuments historiques in Noiseau führt die Monuments historiques in der französischen Stadt Noiseau auf.

## Liste der Bauwerke
| Bezeichnung                  | Beschreibung | Standort                  | Kennzeichnung | Schutzstatus | Datum     | Bild           |
| ---------------------------- | ------------ | ------------------------- | ------------- | ------------ | --------- | -------------- |
| Château d’Ormesson (Schloss) |              | 5, Rue de l’Église (Lage) | PA00079926    | Classé       | 1889 1993 | weitere Bilder |